# Eddie Cheever
Edward „Eddie” McKay Cheever Jr (ur. 10 stycznia 1958 w Phoenix) – amerykański kierowca wyścigowy. Startował m.in. w Formule 1, Champ Car i Indy Racing League. Właściciel zespołu wyścigowego, w którym jako kierowca wygrał Indianapolis 500.

## Kariera
Startował w najbardziej prestiżowych seriach wyścigowych świata. W Formule 1 jeździł od 1980 (wcześniej przez 2 lata był testerem). Pierwszy sezon startów spędził w zespole Osella. Nie zdobył punktów. Kolejny sezon w Tyrrell Racing był lepszy. Cheever 5 razy kończył zawody w pierwszej szóstce, co dało mu 10 punktów i 12 miejsce w klasyfikacji generalnej. Rok 1982 w zespole Ligier również przyniósł mu 12 pozycję, ale z 15 punktami, po 3 miejscach na podium i pole position w Detroit. W sezonie 1983 w Renault F1 zajął najwyższe w karierze, szóste miejsce wśród kierowców. Czterokrotnie stawał na podium i zaliczył najszybsze okrążenie (Montreal). Uzbierał 22 punkty. Następne 2 lata spędził w podupadającym zespole Alfa Romeo. Łącznie zdobył dla Alfy 3 punkty. Przeniósł się do teamu Lola. Jeżdżąc dla tego zespołu Cheever tylko raz zakwalifikował się do wyścigu. Ostatnie 3 lata w F1 spędził w Arrowsie, 2 razy stanął na podium, a w klasyfikacji kierowców plasował się na miejscach: 10, 12 i 11.
Przeniósł się do serii Champ Car, w której jeździł do 1995. Pięć razy stał na podium, a w latach 1990–1992 kończył sezony w pierwszej dziesiątce (dwa razy 9 i raz 10). 
W latach 1996–2002 jeździł w Indy Racing League. Trzy razy stawał na podium klasyfikacji generalnej kierowców (1996, 1997, 2000), wygrał 5 wyścigów, a raz startował z pole position. Jeden z wyścigów w 1998 wygrał po starcie z 17 pola. W Indianapolis rozwinął rekordową prędkość - 379,971 km/h. W 2006 powrócił do wyścigów tej klasy i wziął udział w Indianapolis 500 oraz 24h Le Mans i 24h Daytona, jednak bez powodzenia. To sprawiło, że zakończył karierę. Wciąż jednak pomaga kierowcom startującym w Indianapolis 500.

## Starty w Indianapolis 500
| Rok  | Nadwozie | Silnik        | Start | Wynik | Uwagi            |
| ---- | -------- | ------------- | ----- | ----- | ---------------- |
| 1990 | Penske   | Chevrolet     | 14    | 8     |                  |
| 1991 | Lola     | Chevrolet     | 10    | 31    | Awaria elektryki |
| 1992 | Lola     | Cosworth-Ford | 2     | 4     |                  |
| 1993 | Lola     | Buick         | 33    | 16    |                  |
| 1994 | Lola     | Menard-Buick  | 11    | 8     |                  |
| 1995 | Lola     | Cosworth-Ford | 14    | 31    | Wypadek          |
| 1996 | Lola     | Menard-Buick  | 4     | 11    |                  |
| 1997 | G-Force  | Oldsmobile    | 11    | 23    | Awaria           |
| 1998 | Dallara  | Oldsmobile    | 17    | 1     |                  |
| 1999 | Dallara  | Infiniti      | 16    | 18    | Silnik           |
| 2000 | Dallara  | Infiniti      | 10    | 5     |                  |
| 2001 | Dallara  | Infiniti      | 26    | 25    | Awaria elektryki |
| 2002 | Dallara  | Infiniti      | 6     | 5     |                  |
| 2006 | Dallara  | Honda         | 19    | 13    |                  |